# Октябрь 2018 года

Список событий октября 2018 года.

## События
- 1 октября
  - Нобелевская премия за 2018 год по физиологии и медицине присуждена Джеймсу П. Эллисону и Тасуку Хондзе за достижения в области борьбы с раком[1].
  - Референдум о переименовании Македонии признан несостоявшимся из-за низкой явки избирателей[2].
  - В Каталонии прошли многочисленные акции протеста посвящённые годовщине проведения референдума о независимости[3].
- 2 октября
  - В Японии объявили новый состав правительства[4].
  - Нобелевская премия по физике за 2018 год присуждена Артуру Ашкину (США), Жерару Муру (Франция), Донне Стрикланд (Канада)[1].
  - Американская компания Hyperloop Transportation Technologies представила первую в мире полноразмерную пассажирскую капсулу Hyperloop в производственно-исследовательском центре, который находится в испанской провинции Кадис[5].
  - Несколько тысяч человек окружили здание парламента Армении в ожидании завершения переговоров премьера Никола Пашиняна с парламентскими силами по вопросу внеочередных парламентских выборов[6], в результате президент Армении Армен Саркисян отправил в отставку шестерых министров от партий «Дашнакцутюн» и «Процветающая Армения»[7].
- 3 октября
  - Нобелевская премия по химии за 2018 год присуждена Фрэнсис Арнольд, Грегори Уинтеру, Джорджу Смиту[1].
  - Программа Первого канала «Что? Где? Когда?» получила премию ТЭФИ в номинации «Телеигра», а «Ревизорро» канала «Пятница» признано лучшим «Журналистским расследованием»[8].
  - Президент России Владимир Путин принял отставку с поста губернатора Петербурга Георгия Полтавченко, исполняющим обязанности губернатора предложено стать полпреду в СЗФО Александру Беглову[9].
  - Новым президентом Международной шахматной федерации избран на очередном конгрессе ФИДЕ в Батуми Аркадий Дворкович[10].
  - Президент России Владимир Путин подписал Федеральный закон о внесении изменений в пенсионное законодательство[11]. Изменения предусматривают повышение пенсионного возраста[12].
- 4 октября
  - Российскому селу Курчалой, находящему в Чеченской Республике, присвоен статус города[13].
- 5 октября
  - Нобелевская премия мира за 2018 год присуждена Денису Муквеге и Наде Мурад[1].
  - Митинг в столице Ингушетии Магасе против соглашения о границах с Чечнёй собрал от 10 до 60 тысяч человек[14].
  - Президент Интерпола Мэн Хунвэй отправился в Китай и перестал выходить на связь, впоследствии пропажа объяснилась тем, что он был задержан по подозрению в коррупции[15].
- 6 октября
  - На парламентских выборах в Латвии победила Социал-демократическая партия «Согласие»[16].
  - Хабиб Нурмагомедов защитил титул чемпиона UFC в лёгком весе в бою с Конором Макгрегором[17].
  - Работа британского уличного художника Бэнкси «Девочка с шаром» самоуничтожилась сразу после продажи на аукционе Sotheby’s[18].
  - На Гаити произошло землетрясение магнитудой в 5,9 баллов[19].
- 8 октября
  - Открывалась осенняя сессия Парламентской ассамблеи Совета Европы в Страсбурге[20].
  - Нобелевская премия по экономике за 2018 год присуждена Вильяму Нордхаусу, Полю Ромеру[1].
- 10 октября
  - В правительстве Великобритании появилась новая должность министра по охране психического здоровья и предотвращению суицидов, которую заняла Джеки Дойл-Прайс, бывший замминистра здравоохранения Великобритании[21].
  - Лидер перуанской оппозиционной партии «Народная сила» Кейко Фухимори была задержана по подозрению в отмывании денег совместно с бразильской строительной компанией Odebrecht[22].
- 11 октября
  - Неудачный пуск и аварийная посадка российского транспортного пилотируемого космического корабля Союз МС-10. Командир экипажа Алексей Овчинин и бортинженер Тайлер Хейг, испытав перегрузку в 6 g совершили экстренную посадку в капсуле в 25 км от города Джезказган Карагандинской области Казахстана в 400 км от места старта[23].
  - Верховный суд штата Вашингтон принял решение об изменении высшей меры наказания со смертной казни на пожизненное заключение[24].
- 12 октября
  - В результате урагана Майкл в США, пострадало более 1,5 млн человек. Он стал третьим по мощности ураганом за всю историю США[25].
- 13 октября
  - Экипажем вертолёта Ми-24 из состава Объединенных сил Украины в небе над Лисичанском сбит российский многофункциональный беспилотный комплекс «Орлан-10». Обломки БПЛА были найдены в районе посёлка Боровское[26].
  - Китайская власть официально признала существование «лагерей перевоспитания» уйгуров в Синьцзян-Уйгурском автономном районе[27].
- 14 октября
  - Во французском Лионе начался 10-й Кинофестиваль имени братьев Люмьер[28].
  - На выборах в Люксембурге большинство мест сохранила Христианско-социальная народная партия[29].
  - Папа римский Франциск причислил к лику святых убитого в Сан-Сальвадоре архиепископа Оскара Ромеро, а также папу Павла VI и ещё пятерых человек[30].
- 15 октября
  - Шведская Новая академия присудила альтернативную Нобелевскую премию по литературе французской писательнице Мариз Конде[31].
  - Русская православная церковь разорвала отношения и прекратила евхаристическое общение с Константинопольским патриархатом.[32]
  - Лауреатами премии имени Гамова, присуждаемой выдающимся русскоязычным ученым, работающим за рубежом, в этом году стали космолог Андрей Линде и молекулярный биолог Евгений Кунин.[33]
  - В Ираке более 110 тысяч человек отравились питьевой водой[34].
- 16 октября
  - Премьер-министр Армении Никол Пашинян объявил о своей отставке[35].
  - В Венгрии курсы о гендерных исследованиях были изъяты из списков изучаемых программ в магистратуре университетов страны так как, по мнению венгерских чиновников, содержание этих программ подрывает христианские ценности и традиционные представления о семье[36].
- 17 октября
  - В политехническом колледже в Керчи произошло массовое убийство, погиб 21 человек, включая подозреваемого[37].
  - В Канаде вступил в силу закон о легализации марихуаны[38].
  - В Брюсселе начался саммит ЕС[39].
  - Центральная избирательная комиссия России прекратила подготовку к референдуму по проведению пенсионной реформы[40].
  - В Магасе закончился первый этап бессрочного митинга против передачи земель Чечне. Правительство Ингушетии согласовало продолжение митинга с 31 октября по 2 ноября[41][42].
- 18 октября
  - Международная группа астрономов обнаружила на расстоянии более двух миллиардов световых лет от Солнца гигантскую структуру, протоскопление галактик, названную Гиперионом[43].
- 19 октября
  - Во время индуистского праздника Дусшера возле города Амритсар в индийском штате Пенджаб в толпу людей врезался поезд. Погибло более 60 человек и около 100 получили ранения[44] (по другим данным пострадало около 200 человек[45]).
  - В Нидерландах впервые выдали паспорт с нейтральным полом (Х)[46].
- 20 октября
  - С космодрома Куру во французской Гвиане к Меркурию стартовала миссия BepiColombo[47].
  - В Будапеште (Венгрия) стартовал чемпионат мира по спортивной борьбе[48].
  - Президент США Дональд Трамп заявил, что Вашингтон выйдет из Договора о ликвидации ракет средней и меньшей дальности, обвинив Москву в его нарушении[49].
- 22 октября
  - Президент России Владимир Путин подписал указ о санкциях против Украины[50]. Они затронут 360 компаний и более 50 физических лиц[51].
  - Дональд Трамп из-за каравана мигрантов из города Сан-Педро-Сула в Гондурасе, состоящего из более чем семи тысяч человек, пригрозил урезать финансовую помощь Гватемале, Гондурасу и Сальвадору[52].
  - У берегов Мексики бушевал ураган Вилла[53].
- 23 октября
  - Древнегреческий корабль, найденный на дне Чёрного моря в 80 км от побережья Болгарии в конце 2017 года британскими учёными из организации «Проект Черноморской морской археологии» (The Black Sea Maritime Archaeology Project), официально признан самым старым уцелевшим судном в истории. Древнегреческое торговое судно пролежало на дне моря более 2400 лет. По словам учёных, это «точная копия» корабля главного героя знаменитой «Одиссеи» Гомера[54][55].
  - В Москве начали сносить недостроенную Ховринскую больницу[56].
  - В Риме на станции метро «Репубблика» произошла авария на эскалаторе, на котором ехали болельщики московского ЦСКА, пострадали 30 человек[57].
  - Президентом Вьетнама избран генеральный секретарь ЦК КПВ Нгуен Фу Чонг.
  - В Китае открыли самый длинный в мире морской мост Гонконг — М — Макао[58].
- 24 октября
  - Европарламент одобрил запрет на одноразовую пластиковую посуду и ватные палочки с 2021 года[59].
- 25 октября
  - В Норвегии начались масштабные стратегические учения НАТО «Единый трезубец 2018»[60].
  - Ракета-носитель «Союз-2.1б» успешно стартовала с космодрома «Плесецк» и вывела спутник Минобороны РФ на расчётную орбиту, это первый запуск ракеты-носителя «Союз» после аварии 11 октября[61].
  - Лауреатом премии Сахарова стал режиссёр Олег Сенцов[62].
  - Сахле-Ворк Зевде стала первой женщиной-президентом африканской страны Эфиопия[63].
  - Из-за сильного паводка в Краснодарском крае погибли шесть человек, Туапсе остался без водоснабжения, подтоплены около 2,3 тыс. домовладений, в 20 населённых пунктах нарушено энергоснабжение[64], обрушился автомобильный мост через реку Макопсе, по которому проходит трасса А-147[65]. В Краснодарском крае введён режим функционирования «чрезвычайная ситуация»[66].
- 26 октября
  - Председатель Совета министров Италии Джузеппе Конте утвердил строительство Трансадриатического газопровода (TAP)[67].
  - Майкл Хиггинс переизбран на пост президента Ирландии[68].
- 27 октября
  - На 36 км внешнего кольца Западного скоростного диаметра в Курортном районе Санкт-Петербурга в загоревшемся после столкновения с грузовиком Scania микроавтобусе Hyundai Starex погибли 8 человек[69].
  - В результате стрельбы в синагоге в Питтсбурге (США) погибли 11 человек[70].
- 28 октября
  - Сборная России по спортивной борьбе показала лучший результат на чемпионате мира в Будапеште (Венгрия) в своей истории, также выиграв медальный зачёт турнира[71][72].
  - Президентские выборы в Грузии[73].
- 29 октября
  - Пассажирский самолет Boeing 737 авиакомпании Lion Air, выполнявший рейс JT-610 из Джакарты в индонезийский город Панкалпинанг, спустя десять минут после взлёта упал в море в районе западного побережья острова Ява[74]. На борту находилось 189 человек. Все пассажиры и члены экипажа погибли[75].
  - Постоянные члены СБ ООН выступили против договора о запрете ядерного оружия[76].
  - Президент Турции Реджеп Эрдоган открыл в Стамбуле новый аэропорт, который, как ожидается, станет одним из самых загруженных аэропортов мира[77]
  - Компания IBM объявила о покупке Red Hat[78].
- 30 октября
  - Из-за штормовых ветров в Венеции резко повысился уровень воды, вследствие чего исторический центр на 75 % ушёл под воду. Это наводнение стало сильнейшим с 2012 года[79]. Погибло 7 человек[80].
  - В Лисичанске (Украина) шахтёры остановили работу всех четырёх шахт, перекрыли дорогу, ведущую к заводу Пролетарий и далее на Северодонецк и потребовали погасить задолженность по зарплате[81].
- 31 октября
  - В Индии завершили установку Статуи Единства — самой высокой статуи в мире. Монумент, посвящённый герою борьбы за независимость Индии Сардару Валлабхаи Пателю, установлен в штате Гуджарат близ города Вадодара. Общая высота сооружения — около 240 метров, что на 23 метра выше установленной в Китае Чжунъюаньской статуи Будды[82].
  - Теракт в Архангельске — 17-летний анархист совершил самоподрыв в здании УФСБ. Мощность взрыва оценена в 250—300 грамм тротила. Террорист погиб на месте, трое сотрудников ФСБ пострадали[83].
  - Президент России Владимир Путин подписал новую концепцию миграционной политики на 2019-2025 годы[84].
  - В городе Магас состоялся санкционированный митинг против передачи Чечне части территории Ингушетии[85].